# Vlagyimir Hazrailovics Estrekov
Vlagyimir Hazrailovics Estrekov, oroszul: Владимир Хазраилович Эштреков (Nalcsik, 1947. május 16. – ) szovjet válogatott orosz labdarúgó, csatár, edző.

## Pályafutása

### Klubcsapatban
1965-ben a Szpartak Moszkva, 1966–67-ben a Szpartak-Nalcsik, 1968 és 1973 között a Gyinamo Moszkva, 1974-ben a Gyinamo Minszk, 1975 és 1977 között a Lokomotyiv Moszkva, 1978-ben a Gyinamo Vologda labdarúgója volt. A Szpartak Moszkva és a Gyinamo Moszkva csapatával egy-egy szovjetkupa-győzelmet ért el. Tagja volt az 1971–72-es idényben KEK-döntős csapatnak.

### A válogatottban
1971-ben két alkalommal szerepelt a szovjet válogatottban.

### Edzőként
1981–82-ben a Druzsba Majkop, 1983 és 1989 között a Szpartak-Nalcsik, 1989 és 1991 között az algériai Constatine vezetőedzője volt. 1992 és 2005 között a Lokomotyiv Moszkva segédedzőjeként tevékenykedett. 2005-ben ugyanitt vezetőedző volt, 2006-ban sportigazgató, majd ismét segédedző volt. 2005-ben bajnoki harmadik lett a Lokomotyivval. 2009-ben az MVD Rossziji Moszkva, 2011-ben újra a Szpartak-Nalcsik szakmai munkáját irányította.

## Sikerei, díjai

### Játékosként
Szpartak Moszkva
- Szovjet kupa
  - győztes: 1965

 Gyinamo Moszkva
- Szovjet bajnokság
  - 2.: 1970
  - 3.: 1973
- Szovjet kupa
  - győztes: 1970
- Kupagyőztesek Európa-kupája (KEK)
  - döntős: 1971–72

### Edzőként
Lokomotyiv Moszkva
- Orosz bajnokság
  - 3.: 2005

## Statisztika

### Mérkőzései a szovjet válogatottban
| Szovjetunió | Szovjetunió       | Szovjetunió                   | Szovjetunió | Szovjetunió | Szovjetunió | Szovjetunió | Szovjetunió | Szovjetunió |
| #           | Dátum             | Helyszín                      | Hazai       | Eredmény    | Vendég      | Kiírás      | Gólok       | Esemény     |
| ----------- | ----------------- | ----------------------------- | ----------- | ----------- | ----------- | ----------- | ----------- | ----------- |
| 1.          | 1971. február 17. | Guadalajara, Estadio Jalisco  | Mexikó      | 0 – 0       | Szovjetunió | barátságos  | -           |             |
| 2.          | 1971. február 28. | Salvador, Estadio Flor Blanca | Salvador    | 0 – 1       | Szovjetunió | barátságos  | -           |             |
|             | Összesen          |                               |             | 2           | mérkőzés    |             | 0           | gól         |